# Nan blau (etapa de nan roig)

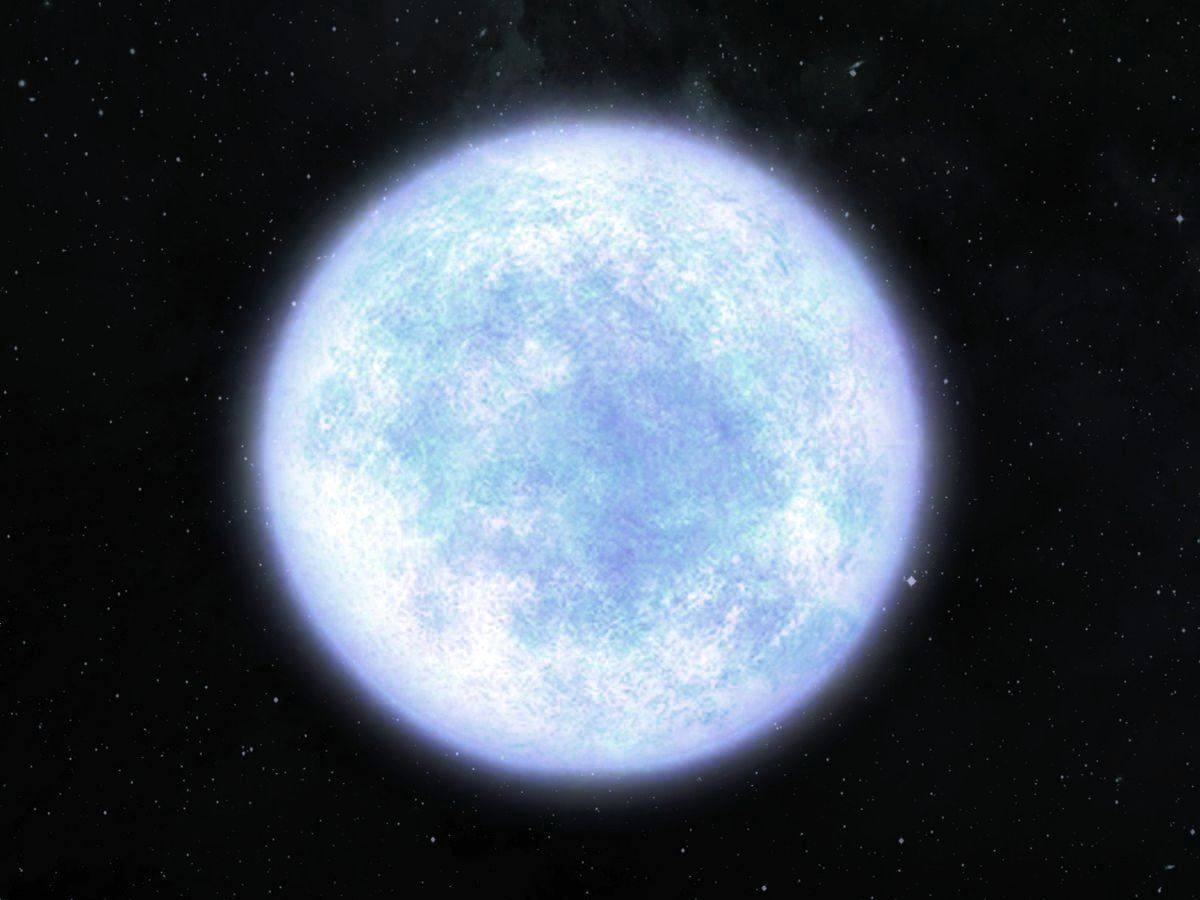
Recreació d'una nana blava.

Un estel nan blau o estrella nana blava és una hipotètica Classe d'estel que es forma quan un estel nan roig exhaureix la major part del seu hidrogen. Com que els nans roigs fusionen molt lentament el seu hidrogen i són altament convectius (permetent així que es fusioni un gran percentatge del seu hidrogen), la vida de l'univers no és prou elevada com per albergar encara a una d'aquests nans blaus. La seva existència es prediu a partir de models teòrics.
A mesura que passa el temps, els estels incrementen la seva lluminositat, i un estel més lluminós necessita radiar energia més ràpidament per mantenir-se en equilibri. Els estels més grans que els nans roigs resolen aquest problema incrementant la seva grandària i convertint-se en gegants vermells, augmentant la seva superfície. No obstant això, els nans roigs en lloc d'expandir-se incrementen la seva radioactivitat, incrementant d'aquesta manera la seva temperatura a la superfície i que es torna blavosa (tipus espectral O). Això es deu al fet que les capes de la superfície dels nans roigs no es tornen més opaques a mesura que la temperatura augmenta.
Els nans blaus, una vegada que el seu hidrogen s'esgota completament, podrien finalitzar com nans blancs.